# Brigade mondaine : La Secte de Marrakech
Cet article possède un paronyme, voir Brigade mondaine.
Pour plus de détails, voir Fiche technique et Distribution.
Brigade mondaine : La Secte de Marrakech est un film français réalisé par Eddy Matalon et sorti en 1979.

## Fiche technique
- Titre : Brigade mondaine : La Secte de Marrakech
- Réalisation : Eddy Matalon
- Scénario : Pierre Germont, Yves Josso et Janusz Mrozowski, d'après le roman de Michel Brice édité par Gérard de Villiers[1]
- Dialogues : Paul Gégauff
- Photographie : Jean-Jacques Tarbès
- Décors : Jacques Bregonzio
- Montage : Hélène Plemiannikov
- Musique : Marc Cerrone
- Son : Yves Osmu
- Production : Francos Films
- Pays d'origine :  France
- Durée : 90 minutes
- Date de sortie : France - 1er août 1979

## Distribution
- Patrice Valota
- Carole Chauvet
- Jacques Bouanich
- Christian Marquand
- Sady Rebbot